# 大乘上座部
大乘上座部，玄奘《大唐西域記》中記載的一個名稱，但因玄奘沒有解釋其含義，引後世學者們對於「大乘上座部」是否是個獨立部派，進而來源、成員為何的爭議。學者如呂澂、水野弘元等認為此派即是指赤銅鍱部中的無畏山派，平川彰、季羨林認為這是大乘佛教興起初期對傳統部派僧團造成影響的例子之一。

## 歷史記載
玄奘《大唐西域記》中，五次提到有僧眾習學遵行「大乘上座部法」，《大唐西域記》僧伽羅國中有關記載較為詳細：
|  | 僧伽羅國。先時唯宗淫祀。佛去世後第一百年。無憂王弟摩醯因陀羅。捨離欲愛志求聖果。得六神通具八解脫。足步虛空來遊此國。弘宣正法流布遺教。自茲已降風俗淳信。伽藍數百所。僧徒二萬餘人。遵行大乘上座部法。佛教至後二百餘年各擅專門。分成二部。一曰摩訶毘訶羅住部（大寺派）。斥大乘習小教。二曰阿跋邪祇釐住部（無畏山派）。學兼二乘弘演三藏。僧徒乃戒行貞潔定慧凝明。儀範可師濟濟如也。 |

玄奘沒有詳細解釋習學遵行「大乘上座部法」的具體含義。
在《大唐大慈恩寺三藏法師傳》和《釋迦方誌》以及《續高僧傳》卷四《玄奘傳》中也引用《大唐西域記》中相關內容。道宣在《釋迦方志》中，解釋為習學「大乘上座部」，而玄奘的弟子慧立在《大慈恩寺三藏法師傳》中解釋為遵行「大乘及上座部教」。

## 時代背景
錫蘭島上的佛教，最早在阿育王時代傳入，原屬上座部分別說部，史稱赤銅鍱部。在婆羅根跋（或婆多伽彌尼阿跋耶）王時代（公元前44年～前17年），國王在王城之北造了一座著名的無畏山寺，獻給他所尊敬的拘比迦羅·摩訶帝須長老。導致無畏山派分立。同時有一部份從印度巴羅羅寺屬於跋闍子派的達摩羅支阿闍黎的弟子們來到無畏山居住，無畏山的比丘也接受了他們的學說，所以大寺派便叫無畏山派為達摩羅支派。
在哇訶羅迦帝須王時代（公元269年～291年），有吠多利耶派的學說輸入錫蘭，為無畏山派的比丘所接受。此派的初期傳播，深受大寺派的打擊，不很順利。數十年後，到了摩訶斯那王時代（公元334年～361年），從南印來了一位大學者僧伽密多長老，獲得國王的信任，大力弘傳此派的學說，盛極一時。摩訶斯那王曾命令人民：“不許支持大寺比丘如有供以飲食的，罰一百錢！”。大寺的比丘全數被迫離開，九年空無人居。史載大寺建築被破壞，把材料運去修建無畏山，這時無畏山得到國王和親信國王大臣們的全力支持，擴建成為全國最大的寺院，無畏山派獲得空前的發展。大寺被毀的第十年，由於一擁護大寺而掌握兵權大臣向國王進行兵諫，國王迫不得已才允許大寺的比丘回來。無畏山的僧伽密多長老為此遇刺身亡。
在玄奘時代，錫蘭島上大乘佛教盛行。玄奘曾為探究關於《瑜伽論》的問題而要去斯里蘭卡參學，卻因斯里蘭卡內亂而止步於印度最南端的建志城，在《大唐西域記》中記載了《楞伽經》為斯里蘭卡所出，唐高宗時斯里蘭卡曾進獻《大乘本生心地觀經》。唐玄宗時不空三藏曾至斯里蘭卡受胎藏界與金剛界兩部密法。

## 考證
在佛教研究中，對這個名詞仍然存在爭議，主要是上座部與大乘，這兩個名詞難以讓人聯繫在一起。正如慧立《大慈恩寺三藏法師傳》中的解讀，傳統上認為，「大乘上座部法」是大乘以及上座部教法，是並列的兩個不同的教法，習學遵行這兩種教法就是「學兼二乘」。但是也有認為「大乘上座部」是單一名詞，如道宣的《釋迦方志》和藏譯《大唐西域記》，在藏譯《大唐時期所著天竺國地方志》中是以「大乘的上座部」或「上座部的大乘」來譯，顯示它是一個單一名詞。
許多佛教研究者皆認為，大乘上座部即是指赤銅鍱部中的無畏山派。呂澂認為，無畏山寺派受到大眾部中方廣部的學說影響，被玄奘認為他們近於大乘佛教，非純粹上座部，因此稱他們為大乘上座部。
平川彰認為，大乘上座部是受到大乘佛教教理影響的錫蘭上座部。路易·德·拉·瓦利-普桑認為，在大乘佛教發展的初期，每個佛教部派中，都出現兩個集團：一個大乘集團，一個小乘集團。在某個佛教部派出家的僧侶必須遵守這個部派的戒律。但是他可以采用大乘教義，而不必脫離這個部派。據此，季羨林認為，大乘上座部為受到初期大乘佛教影響的上座部僧團，他們遵守上座部的律，但是也採用大乘佛教的教義。這派最早起源於錫蘭島的無畏山住部，之後傳回印度本土。